# 中国人民武装警察部队警服
中国人民武装警察部队警服是中国人民武装警察部队自其前身中国人民公安中央纵队1949年8月成立至今所使用的制式服装。目前中国人民武装警察部队大部分采用于2007年换装的“零七”式警服，2021年冬季换发“二一”式警服。

## 成立早期使用过的警服

### 中国人民解放军公安部队时期(1949年8月-1955年7月)
1950年中央军委批准于1950年1月4日公安部队配发陆军50式军服，干部为中山装样式；战士套头服，1951年改为中山装；女军人着连衣裙，均戴大檐帽，1952年改为解放帽。干部服式样与夏服同；战士冬服式样干部冬服基本相同；颜色：夏、冬服均为土黄色，1951年改为黄绿色。干部、战士夏季均戴大檐帽，冬季戴棉帽或皮帽。公安部队分为正规公安部队与地方公安部队两种。正规公安部队全称"中国人民解放军公安部队"，佩戴"八一"军徽帽徽和"中国人民解放军"字样的胸章，此外左臂佩带盾形臂章，臂章内有"公安"字样和军徽图案。地方公安部队服装与正规公安部队相同，佩带50式公安帽徽。 胸章样式为"人民公安部队某（地区名称）公安队"字样。少数民族地区的公安部队胸章上半部用汉字"某（地区名称）人民公安部队"，下半部用该地区少数民族文字表示。左臂佩带有"公安"字样和红色五角星图案盾形臂章。

### 中国人民解放军公安军时期（1955年7月-1957年8月）
1955年7月18日中华人民共和国国防部公布公安军番号，自8月1日将原“中国人民解放军公安部队”番号改为“中国人民解放军公安军”，公安军成为中国人民解放军的一个军种。专区和县的解放军公安部队由部队序列集体转业，实行薪金制，移交给地方公安机关，改编为“人民武装警察”，由公安部成立武装民警局(公安部十六局）领导。中国人民解放军公安部队司令部改称中国人民解放军公安军司令部，各大军区公安部队司令部改为公安军司令部或公安部队处。1955年9月27日在北京举行将官授衔典礼，公安军领导人罗瑞卿被授予公安军大将军衔，李天焕等被授予公安军中将军衔，吴烈等被授予公安军少将军衔。此后，全体公安军官兵都授予军兵种或勤务军衔。其军服式样、颜色、品种，帽徽、军衔肩章、领章与陆军55式军服（除海巡部队）完全一致，只是在官兵的领章上钉缀公安军符号作为军兵种区分。公安军符号为盾形图案，中间为红五星，早期领章为绿色，后更换为与陆军一致的红色。公安军的海巡部队，军服式样与海军55式军服完全一致，区别在于官兵帽徽采用公安海巡部队帽徽，水兵帽上有“中国人民解放军公安军”字样。
各专、县人民武装警察，穿着55式专业警察警服，夏季上衣为草绿色，男民警夏装为中山装合领式，两个上衣兜，女民警夏装为大翻领（类似开领西服式），左胸及下部两侧各有一插袋，有袋盖。下衣均为藏青色（裙和裤子），干部裤子有深红色粗牙线（7毫米），警士裤子红色细牙线（2毫米）。男民警戴平顶大檐帽，女民警戴无檐软帽，帽墙均为深绿色，并套草绿色帽罩。冬季上衣、下衣均为藏青色。男民警冬装衣领、袖节均有红色牙线，夏装无。女民警冬装为列宁装，一般翻领穿着，衣领、袖节均有红色牙线，夏装无。男民警戴藏青色平顶大檐帽（冬季可戴藏青色栽绒帽），女民警藏青色无檐软帽，帽顶边沿均镶有宽2毫米的正红色牙线，帽墙均为深绿色。帽徽为十三号铜制成的直径32毫米凸圆形壮，中心为中华人民共和国国旗图案。红色珐琅旗底，金色五角星，国旗图案外边是金色的齿轮麦穗及光芒。原计划55年实行警衔制，后因故未实行，但肩部已设计肩拌和扣眼。胸章同50式相同，白底红框黑字“中国人民武装警察”，少数民族地区武装警察胸章上继续写有少数民族文字。

### 中国人民解放军总参谋部警备部时期（1957年9月-1958年12月）
1957年8月29日，中共中央军委发布电令，自9月1日起撤销公安军军种番号，各地公安军由各军区领导，仍称“中国人民公安部队”，原公安军司令部缩编为总参谋部警备部。公安军海巡部队划归海军各警备区，其军服，徽章完全换装海军55式军服。
1958年1月9日，国务院批准关于修改部分现行军服及肩章，领章样式的报告，增发军衔领章和解放帽以及3毫米解放帽帽徽，原军衔肩章，军兵种勤务领章，大檐帽改为重大节假日穿用，取消银白色技术肩章，全部使用金黄色肩章，士兵船形帽改为解放帽，佩带3毫米解放帽帽徽，军服由紧袖口改为散袖口，称陆军58式军服。
人民武装警察（公安部十六局所属）1958年11月1日，配发58式专业警察警服，改制式后的警服，夏、冬季上衣（含大衣、雨衣）均改棕绿色，下装颜色不变。警服裤、裙两侧的宽、窄红色线条，与55式相同。男民警平顶大檐帽，女民警无檐软帽均改为套棕绿色帽罩，取消深绿色帽墙。同时取消“中国人民武装警察”布质胸章和肩拌。 改为佩带长斜方形红色塑料领章。领章上嵌合铜质金色五角星盾形符号。

### 初设中国人民武装警察部队时期（1959年1月-1963年1月）
1959年1月1日，根据中共中央、中央军委决定，中国人民解放军公安部队改编为人民武装警察部队，归地方公安机关领导。这时期的武警服装相当混乱，有原公安部队改编过来穿着陆军军服的，只是将解放帽陆军帽徽换为警察帽徽，并不再佩带领章和肩章的武警官兵，有大城市先期换装58式专业警察警服的原公安部十六局所属武装警察，也有仍穿着55式专业警察警服的原公安部十六局所属武装警察。
为解决服装杂乱的问题，公安部部长罗瑞卿于4月17日专门向周恩来总理请示要求改进武警部队服装服饰。5月19日公安部发出通知，自1959年10月1日起全国武警部队换装58式专业警察警服。这时期警服的主要特点是警服上衣为棕绿色，警裤为藏蓝色西服裤。分为干警服和警士服以及男服和女服。干警服，冬夏警服上衣为棕绿色，立翻领，前开襟样式，上下四个挖袋，五颗花边五星胶木扣子，冬夏警裤为藏蓝色西服裤。警士冬夏警服上衣为棕绿色，立翻领，前开襟样式，上衣只有两个上挖袋，五颗五星花边胶木扣子，冬夏警裤为藏蓝色西服裤。干警和警士均在警裤缝线上按各自级别镶红色平布牙线区分级别，具体如下：处以上干警镶7毫米的裤缝线，科以下干警5毫米裤缝线，警士为2毫米。干警，警士着夏服时均戴大檐帽，棕绿色，藏蓝色帽墙，黑色帽饰带。冬帽为棕绿色栽绒棉帽，干警和警士相同。帽徽继续沿用55式人民警察帽徽，领章沿用58式警察领章。
1960年4月海巡部队划归中国人民武装警察部队，名称为“某省公安厅人民武装警察总队海上巡逻队”。服装样式服饰徽章等同其他武装警察部队。
1962年1月起，中国人民武装警察部队由地方职业制改为现役制，恢复军衔，警服采用陆军58式军服，55式警察帽徽和58式警察盾形国旗图案领章符号。
1962年11月25日，由于边防斗争特殊性的需要，经批准将中印边界民警服装改为暂用原武警服装，即上衣为棕绿色，裤子为蓝色，裤缝加红牙线，夏季戴大沿帽，冬季戴皮毛帽，扎腰带，佩带民警的领章、符号和帽徽。

### 中国人民公安部队时期（1963年2月-1965年6月）
1963年1月16日，经中共中央批准，中共中央军委、公安部发布《关于改变武装警察部队名称的电令》，自2月1日起，中国人民武装警察部队改称“中国人民公安部队”。1963年12月9日，经中央批准，公安部队将现行的帽徽改为在陆军帽徽“八一”红星后镶加公安盾牌，领章符号采用原公安军时期的符号，其他不变。

## 纳入解放军后使用过的警服

### 中国人民解放军警备部队时期（1966年7月-1973年5月）
1965年6月1日，公安部队同陆、海、空军一样，取消军衔制度及一系列有关的标志符号采用陆军65式军服，佩带新的全红五角星帽徽和全红领章，全军官兵一律戴解放帽。军官与士兵衣服的区别只在与军官上衣有上下口袋，而士兵只有两个上挖袋，服装面料均相同，统一改编为中国人民解放军警备部队。

### 重新组建人民武装警察时期（1973年6月-1982年2月）
1973年6月8日，军队现役建制的46个国家边防检查站和37个地方边防口岸检查站移交公安部门建制领导，移交后边防检查站干部战士退出现役，改称“人民武装警察”。公安部设立边防保卫局。1974年12月，为加强军事性，边检站人民武装警察又恢复实行现役兵役制。1975年，原由公安部队改编的各省军区独立师纷纷撤销，改为省军区、军分区下属的独立团、独立营。1976年1月1日负责内卫任务、原归军队建制的2465个县、市中队移交当地县（市）公安局建制领导，改为“人民武装警察”，称“某某县（市）公安局人民武装警察中队”，执行任务不变，官兵改着民警服，仍保持现役兵役制，执行军队的条令条例和供给标准，享受解放军同等待遇。公安部设立武装民警局进行管理。警服为上绿下篮，改戴草绿色解放帽或女无沿帽，全红领章，除由红五星变成红底金色国徽外与空军65式军服相同。

## 重建后使用过的警服

### 中国人民武装警察部队（1982年3月-1983年7月）
1982年6月19日，中共中央批转了公安部党组《关于人民武装警察管理体制问题的请示报告》，决定将中国人民解放军担负的地方内卫任务及其执勤部队移交给公安部门，同公安部门原来实行义务兵役制的武装、边防、消防警察统一组建成“中国人民武装警察部队”（简称“武警部队”），隶属公安部门，警服不变。

### “八三”式警服（1983年8月-1988年12月）
1983年8月1日，中国人民武装警察部队官兵陆续换着83式警服。在服装样式，男女官兵戴橄榄绿色大沿帽，周镶红牙线，帽瓦处呈网状，帽墙有两道黄杠，黑色漆皮帽带。帽徽是由国徽、盾牌、长城、松枝组成。佩戴解放军65式领章，全红。警服分为常服、制式衬衣和大衣三类，每类又分男女两式。男常服冬夏装式样相同都是，上衣合领中山装式，上衣4个暗兜，有袋盖，女常服冬夏装式样不相同，夏装上衣为小翻领、单排扣， 前襟下方为两个暗兜，冬装列宁装式样（门襟领子可开可合），双排5个金色金属钮扣。常服肩绊上镶有黄边，上有金属制盾形的警种符号，袖口上方镶两条黄带为警容线。男女官兵均用镶红牙线的橄榄绿警裤。制式衬衣在夏季穿着，样式为豆绿色短袖开领衬衣，不加镶边和牙线。男式衬衣用两个上贴袋，女式衬衣用两个下挖袋；橄榄绿大衣为双排扣栽绒翻领式，肩绊与袖口镶边与常服相同。夏服分凡尔丁面料警服和的确良面料警服两种，冬服分马裤呢面料警服和涤卡面料罩衣警服两种。

### “八七”式警服（1988年12月-2007年7月）
87式警服,分为礼服、常服、作训服、针织服装以及杂装等几大系列。87式常服分为冬、夏两大类,款式区分男女,面料区分官兵,服饰区分衔级。男冬装官兵款式相同,仍为立翻领中山装样式;女士兵冬常服款式与男兵相同,女警官冬常服为翻驳领双排扣列宁装。男女夏常服均为平驳头小翻领西服(内层配穿87式长袖衬衣,系领带),男装单排4粒扣,干部为4个挖袋,士兵则为2个胸贴袋2个下挖袋,女装单排3粒扣,公主线结构,2个下挖袋。面料方面,警官为毛涤混纺,冬服为马裤呢,夏服为凡立丁,士兵为涤棉混纺,冬服为卡其,夏服为府绸,均为橄榄绿色。袖口和大檐帽帽墙饰黄绿黄排列的装饰带(1999年后改为黄红黄排列),裤中缝饰黄红黄裤丝带。佩带样式统一的帽徽、领花,肩章区分级别。服装设置3个型,每型5个号共15个号型,适体率较83式服装明显提高。
2006年5月1日起，武警部队士兵统一换发05式武警士兵夏常服；12月1日起，换发05式武警士兵冬常服。05式系列夏迷彩服亦在5月1日起配发全体武警官兵。换发的武警士兵新警服，夏常服以“仿毛哔叽”代替了“的确良”，冬常服以“仿毛加厚哔叽”代替了“涤卡”。采用的面料叫作“多异涤丝哔叽”，里料叫作“防静电涤丝绸”，透气性、舒适性较好，具有良好的抗皱保型性和水洗免烫功能。武警在1998年取消了87式迷彩服，替换01式作训服后只有部分武警特勤分队还在使用迷彩服。05式系列夏迷彩服采用通用数码林地迷彩和涤棉材料，上衣为下摆收束的茄克样式，迷彩作训服比迷彩服增加了护肘、护膝和护裆。迷彩纹样颜色由深绿、浅绿、棕、黑4色组成。05式系列夏迷彩服由警官夏迷彩服、警官夏迷彩作训服、警官夏迷彩帽和士兵夏迷彩服、士兵夏迷彩作训服、士兵夏迷彩帽6个品种组成。警官上衣的前襟采用暗排系扣设计，士兵上衣前门则采用明门襟暗拉链设计。迷彩帽为棒球帽样式，将官为朱红底金色编织帽饰带，警官和士兵分别为朱红底黄色和银色刺绣环纹帽饰带。

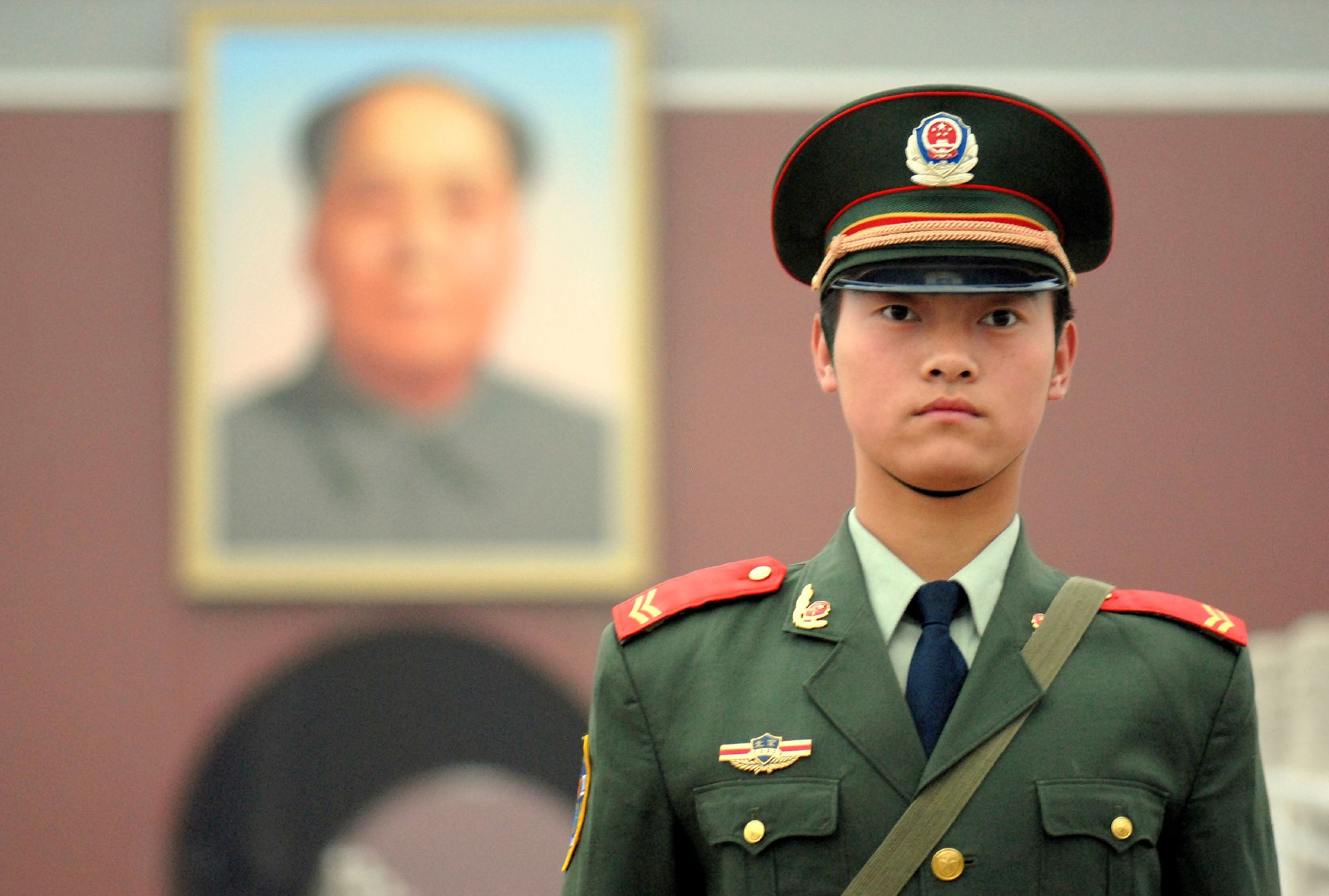
87式武警士兵春秋常服 2007年
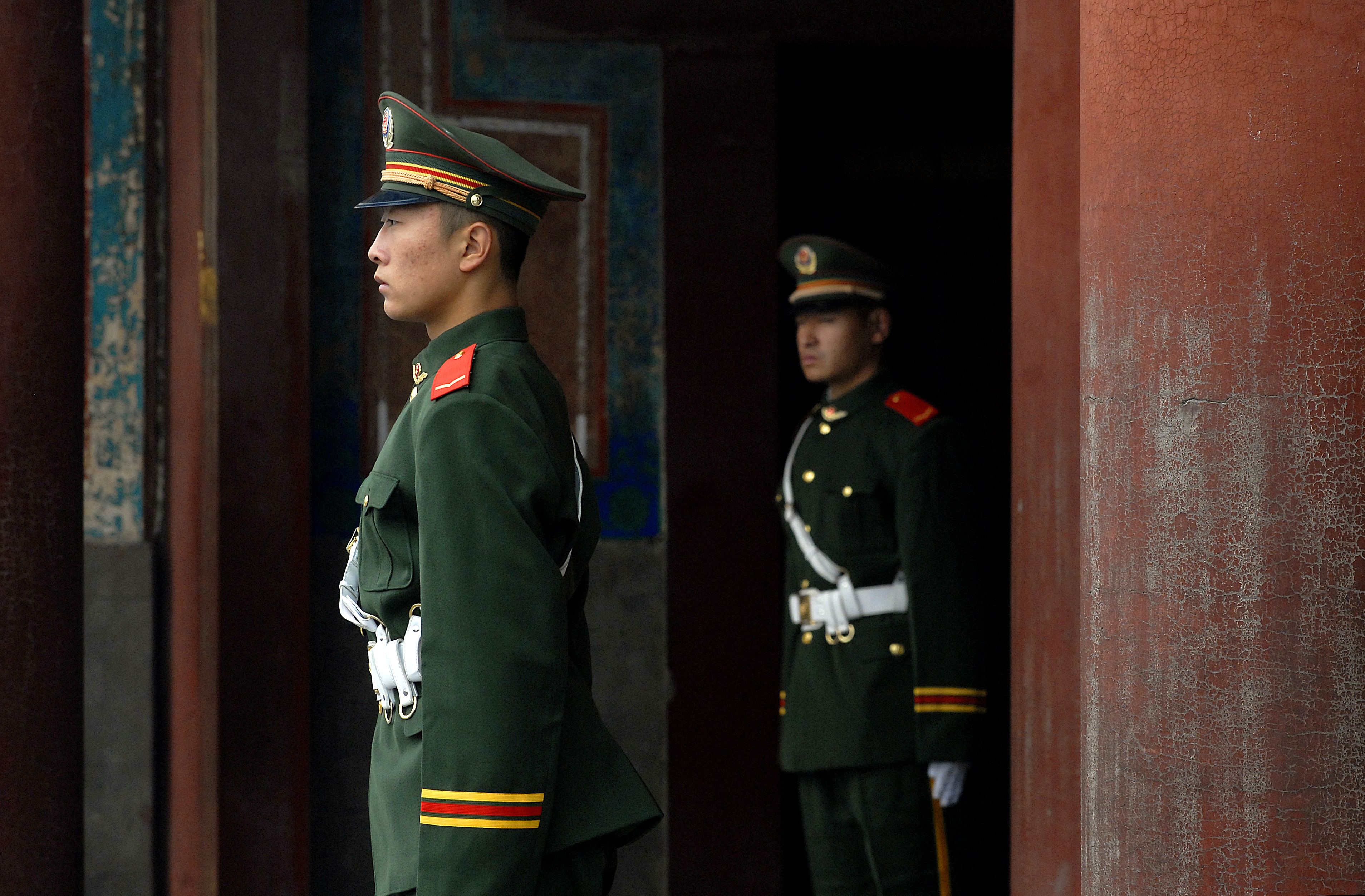
87式武警士兵冬季常服 2007年
83式、87式武警帽徽

### “〇七”式警服（2007年8月至今）
2007年8月1日起，武警部队更换以深橄榄绿为主色调的07式武警警服，武警帽徽、警衔、领花、胸标、臂章和服饰、制服质料都有变革，并与解放军一样，增加胸前增加了姓名牌、军历勋章等标识。其中礼服有14个品种，常服有29个品种，作训服有14个品种，标志服饰有48个品种。
2016年2月29日根据武警部队编制体制调整改革总体安排，武警部队机关开始佩戴新式姓名牌、胸标、臂章。

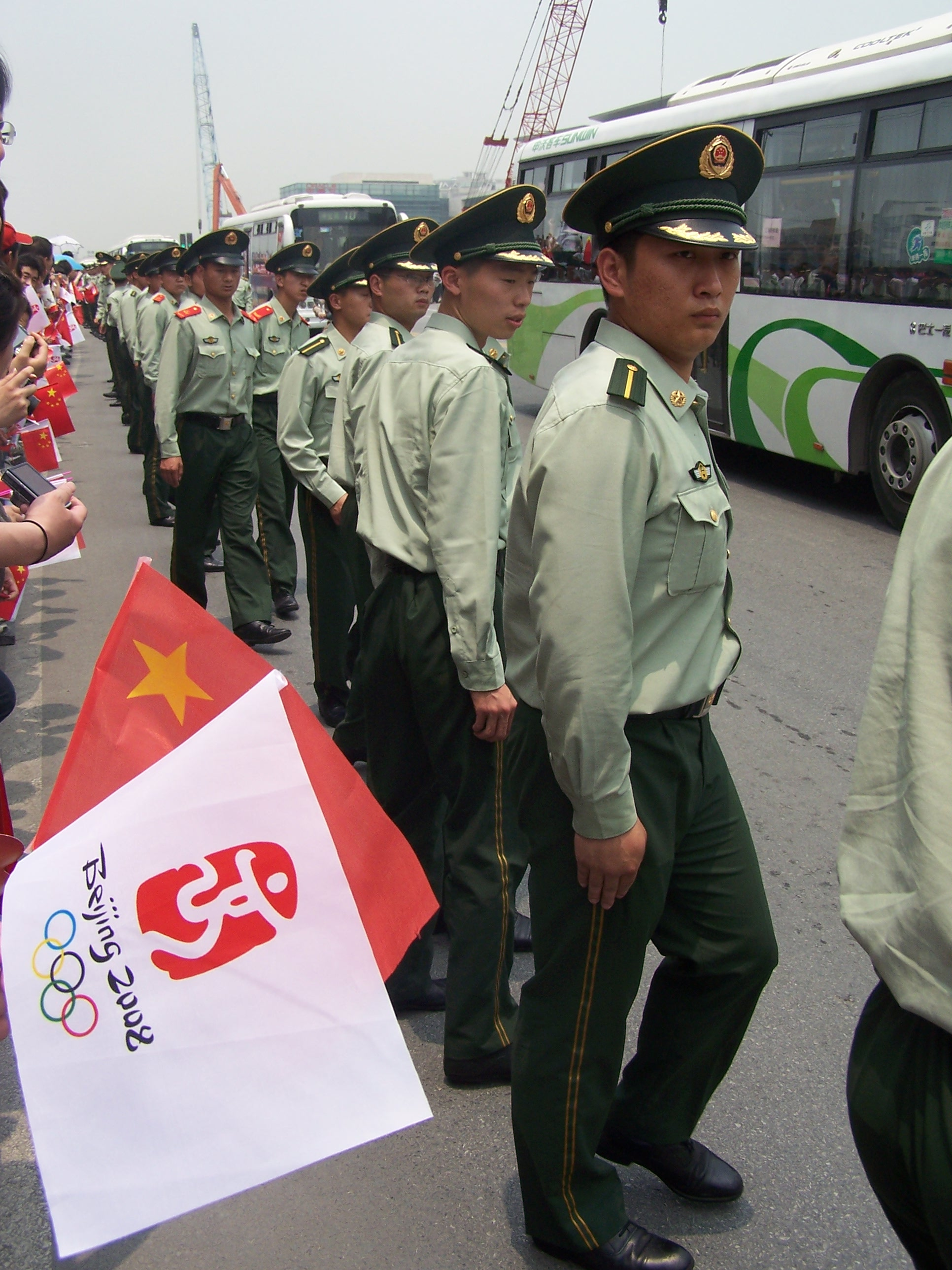
07式武警士兵春季常服 2008年
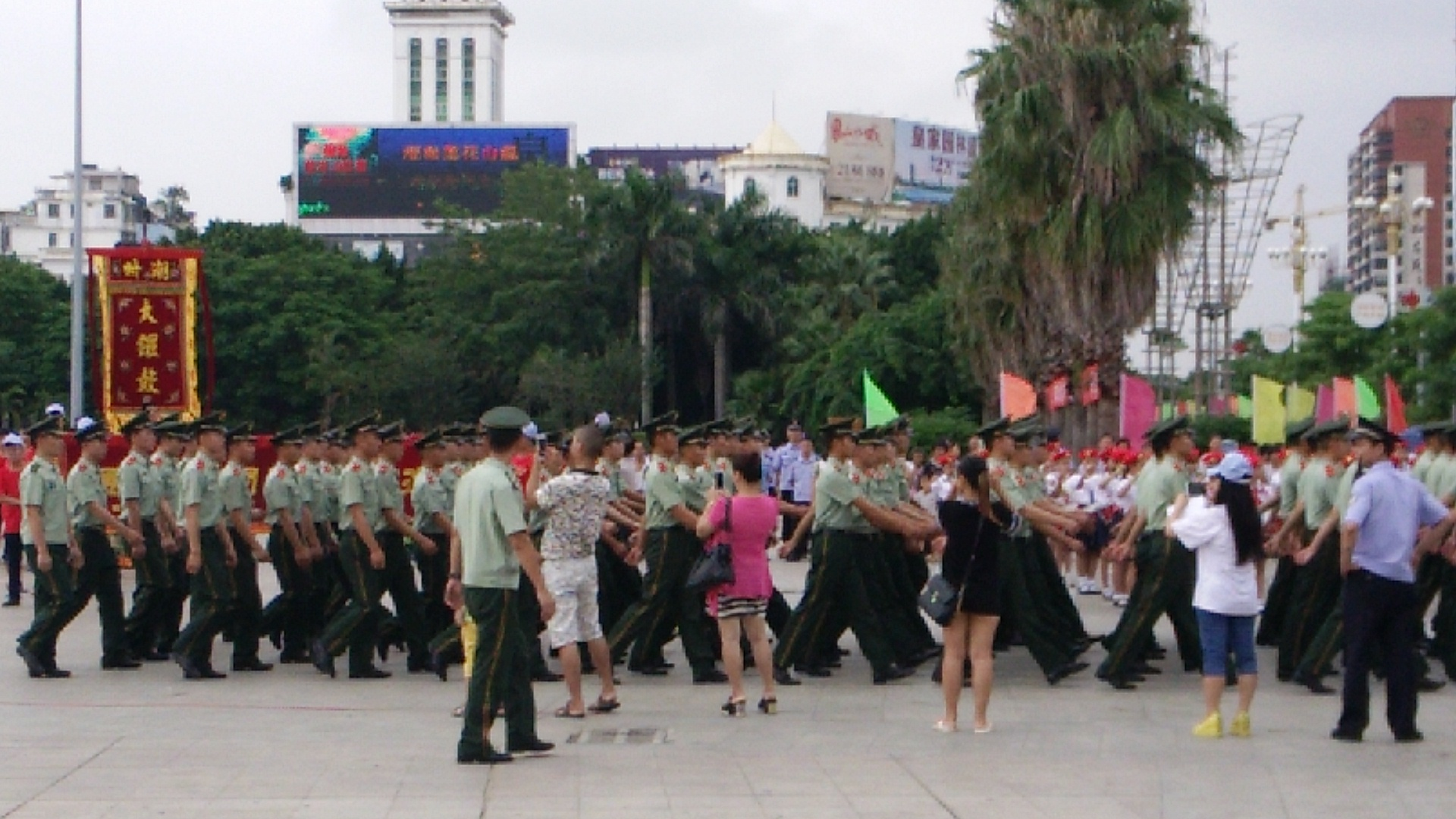
07式武警士兵夏季常服 2015年
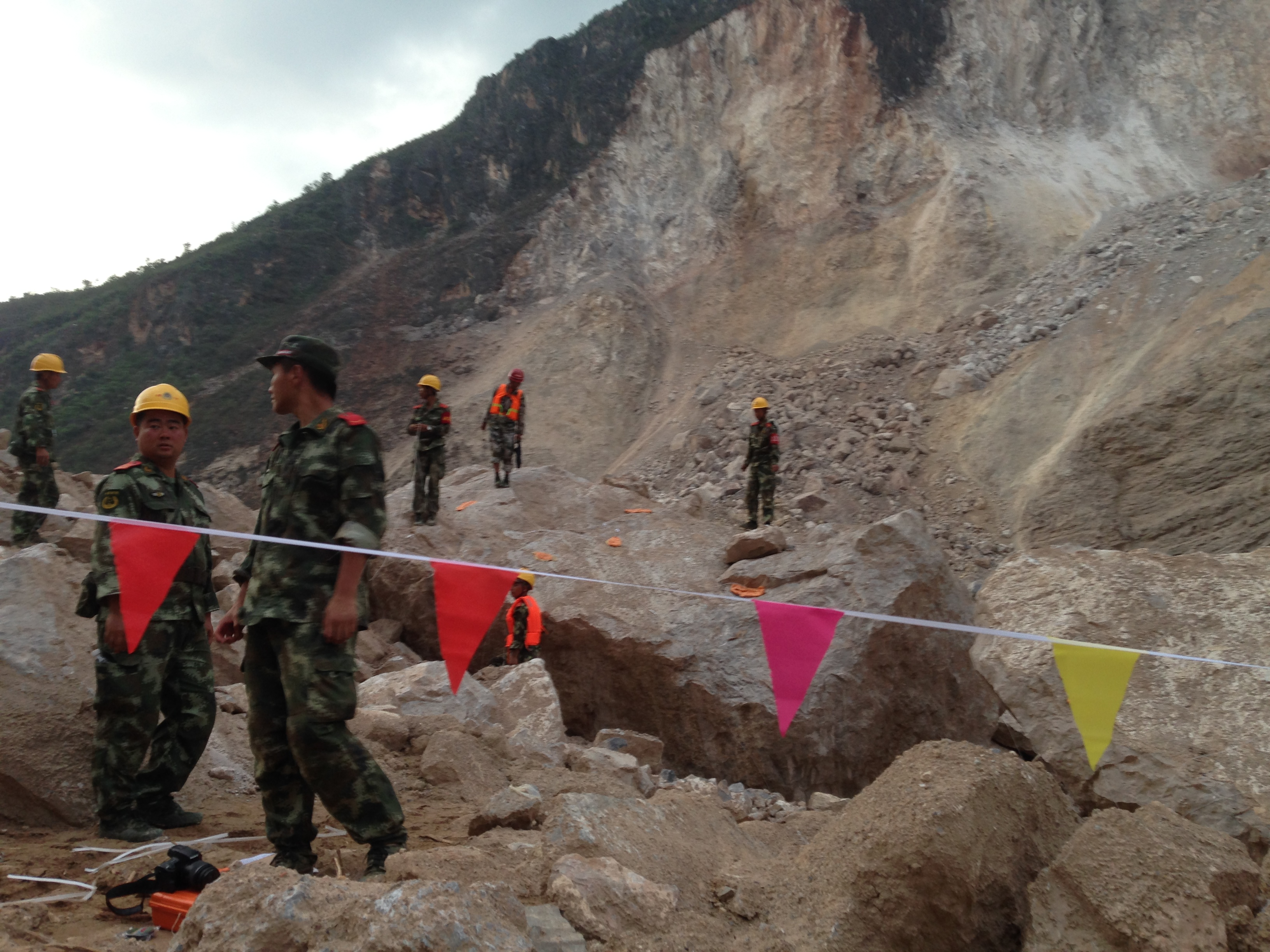
07式武警作训服 2014年
07式武警帽徽

### “二一”式警服（2021年12月至今）
2021年冬季起，武警部队开始换发21式作训服和作业服。帽徽改为基于21式武警部队徽新设计的帽徽，武警部队旗首次以臂章的形式使用在作训服上，士兵军衔领章底色由红色改为低可视色。

21式武警常服帽徽

### 海警维权执法服
2023年2月起，海警维权执法服全面配发至各级海警机构，海警维权执法服主要有夏维权执法服、春秋维权执法服、冬维权执法服、维权执法大衣和维权执法分体雨衣，并配有维权执法帽、冬帽、套式肩章、勤务章、执法号、国旗臂章、海警臂章、舰艇作训鞋等配套服饰。